# Berg bei Neumarkt in der Oberpfalz
Berg bei Neumarkt in der Oberpfalz település Németországban, azon belül Bajorországban. Lakosainak száma 8182 fő (2023. december 31.). Berg bei Neumarkt in der Oberpfalz Neumarkt in der Oberpfalz, Pilsach és Postbauer-Heng községekkel határos.

## Népesség
A település népessége az elmúlt években az alábbi módon változott:
| Lakosok száma | 643  | 1260 | 2214 | 5739 | 7461 | 7516 | 7668 | 7779 | 7961 | 8182 |
|               | 1875 | 1950 | 1975 | 1987 | 2012 | 2014 | 2016 | 2017 | 2021 | 2023 |